# Reyne Smith
Reyne Smith (Ulverstone, 28 ottobre 2002) è un cestista australiano.

## Carriera

### Nazionale
Nel 2021 ha partecipato, con la nazionale Under-19 australiana, al Mondiale di categoria, disputato in Lettonia.